# Пера, Марчелло
Марчелло Пера (итал. Marcello Pera; 28 января 1943, Милан) — итальянский политик.
В 1972 году он окончил философский факультет Пизанского университета. Четыре года спустя, он начал свою академическую карьеру в университете, а в 1992 стал профессором философии. Пера был приглашенным профессором в отечественных и зарубежных университетах, в том числе в Лондонской школе экономики.
Он специализируется на изучении трудов Карла Поппера, австрийского философа, идеолога и пропагандиста «открытого общества». Является соавтором (вместе с кардиналом Йозефом Ратцингером, затем Папой Бенедиктом XVI) книги «Без корней», которая рассматривает прогрессивный моральный упадок Европы. Также публиковался в газетах, в том числе в «Corriere della Sera» и «La Stampa».
Принадлежал к Итальянской социалистической партии, после ее распада входил в правоцентристские «Вперед, Италия» и «Народ свободы». С 1996 по 2013 избран сенатором, в 2001—2006 он возглавлял Сенат Италии.
С 2020 года входит в партию Братья Италии.

## Награды
- Медаль Восточной Республики Уругвай (9 октября 2003 года, Уругвай)[1]

## Публикации
- Induzione e metodo scientifico, 1978.
- Popper e la scienza su palafitte, 1981.
- Hume, Kant e l’induzione, 1982.
- Apologia del metodo, 1982.
- La Rana ambigua. La controversia sull’eletricità tra Galvana e Volta, 1986, ISBN 978-88-06-59310-0
- Scienza e retorica, 1992
- Ohne Wurzeln : Der Relativismus und die Krise der europäischen Kultur, (Originaltitel Senza Radici : Europa, Relativismo, Cristianesimo, Islam), Mitautor Joseph Kardinal Ratzinger, 2005, ISBN 3-936484-57-0
- Warum wir uns Christen nennen müssen : Plädoyer eines Liberalen (Originaltitel Perchè dobbiamo dirci cristiani : Il liberalismo, l’Europa, l’etica), Vorwort Papst Benedikt XVI., 2009, ISBN 978-3-86744-112-4